# Gouloux
Gouloux é uma comuna francesa na região administrativa de Borgonha-Franco-Condado, no departamento Nièvre. Estende-se por uma área de 21,5 km². Em 2010 a comuna tinha 183 habitantes (densidade: 8,5 hab./km²).